# 凱什縣區 (伊利諾伊州亞歷山大縣)
凱什縣區（英語：Precincts (United States)）是位於美國伊利諾伊州亞歷山大縣的一個縣區。

## 地方資料
根據2010年美國人口普查的數據，凱什縣區的面積為34.10平方千米，當中陸地面積為33.04平方千米，而水域面積為1.06平方千米。當地共有人口413人，而人口密度為每平方千米12.11人。